# Valle de los Ingenios
Das Valle de los Ingenios (deutsch Tal der Zuckermühlen) erstreckt sich östlich der kubanischen Stadt Trinidad. 1988 wurde es vom Welterbe-Komitee der UNESCO in die Liste der Weltkulturerbestätten aufgenommen. Insgesamt 75 einzelne historische Stätten wie Zuckermühlen, Kolonialhäuser und Sklavenunterkünfte wurden dabei berücksichtigt.
Eine bedeutende Attraktion ist der Torre de Iznaga im Zentrum des Tales, auch als Sklaventurm bekannt. Er diente der Beaufsichtigung der Sklaven auf den Zuckerrohrfeldern. Der siebenstöckige und 50 Meter hohe Glockenturm wurde von der Pflanzerfamilie Iznaga im Jahr 1816 erbaut. Die Sklaven wurden von der Turmglocke zur Arbeit gerufen und sie wurden auch von hier aus überwacht. Unruhe und Ansammlungen der Sklaven, die in Aufstände münden könnten, sollten so von den Aufsehern früh bemerkt werden. Heute gilt der Turm als Mahnmal. Man kann den Turm besteigen und einen weiten Ausblick über das Valle de los Ingenios genießen. Zu besichtigen ist auch das ehemalige Wohnhaus der Familie Iznaga. Der Mirador de la Loma fünf Kilometer nordöstlich von Trinidad bietet ebenfalls einen Ausblick über das gesamte Tal.
Im Norden wird das Valle de los Ingenios von der Sierra del Escambray umschlossen, im Süden trennen es niedrige Ausläufer vom Karibischen Meer.

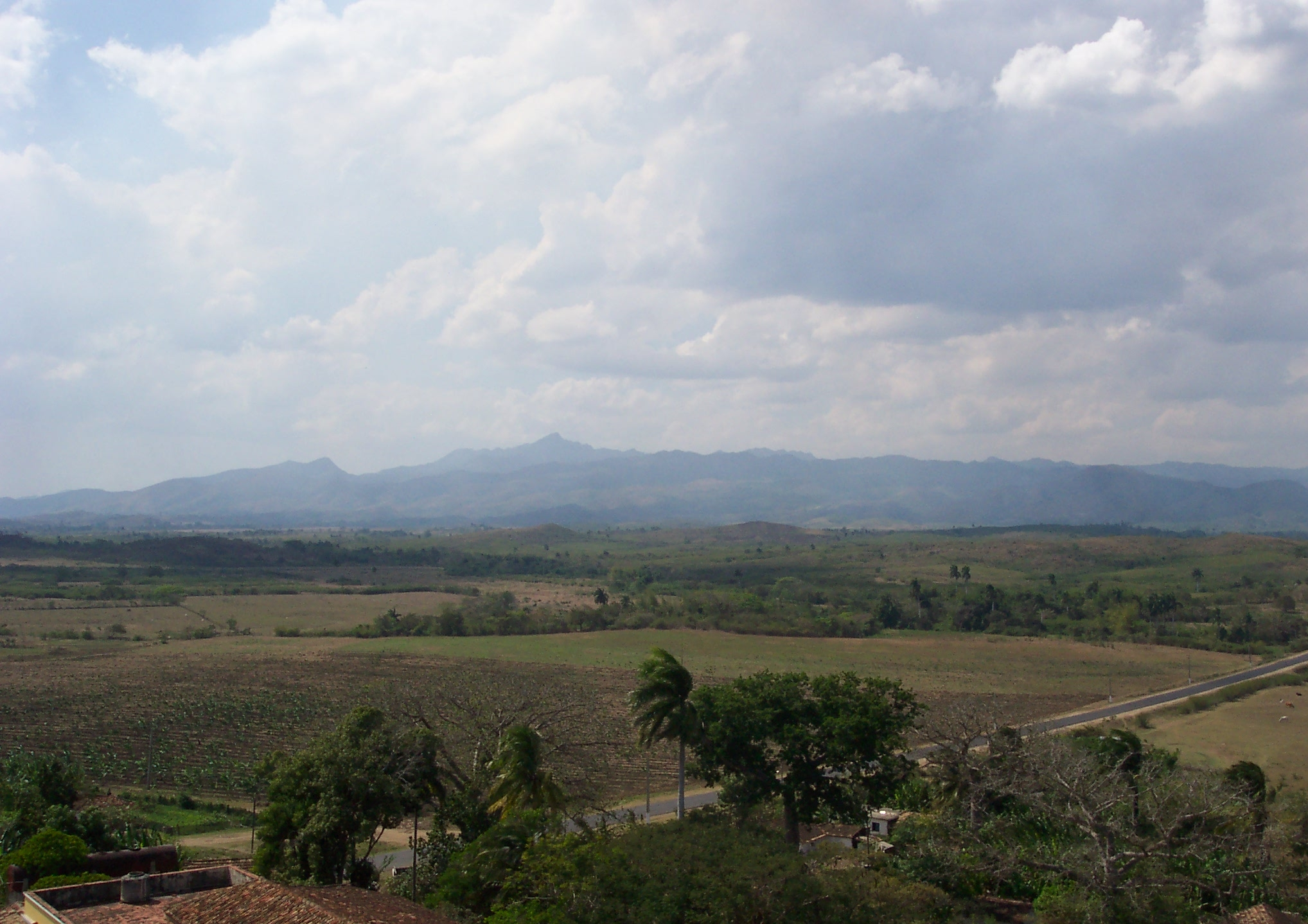
Das Tal
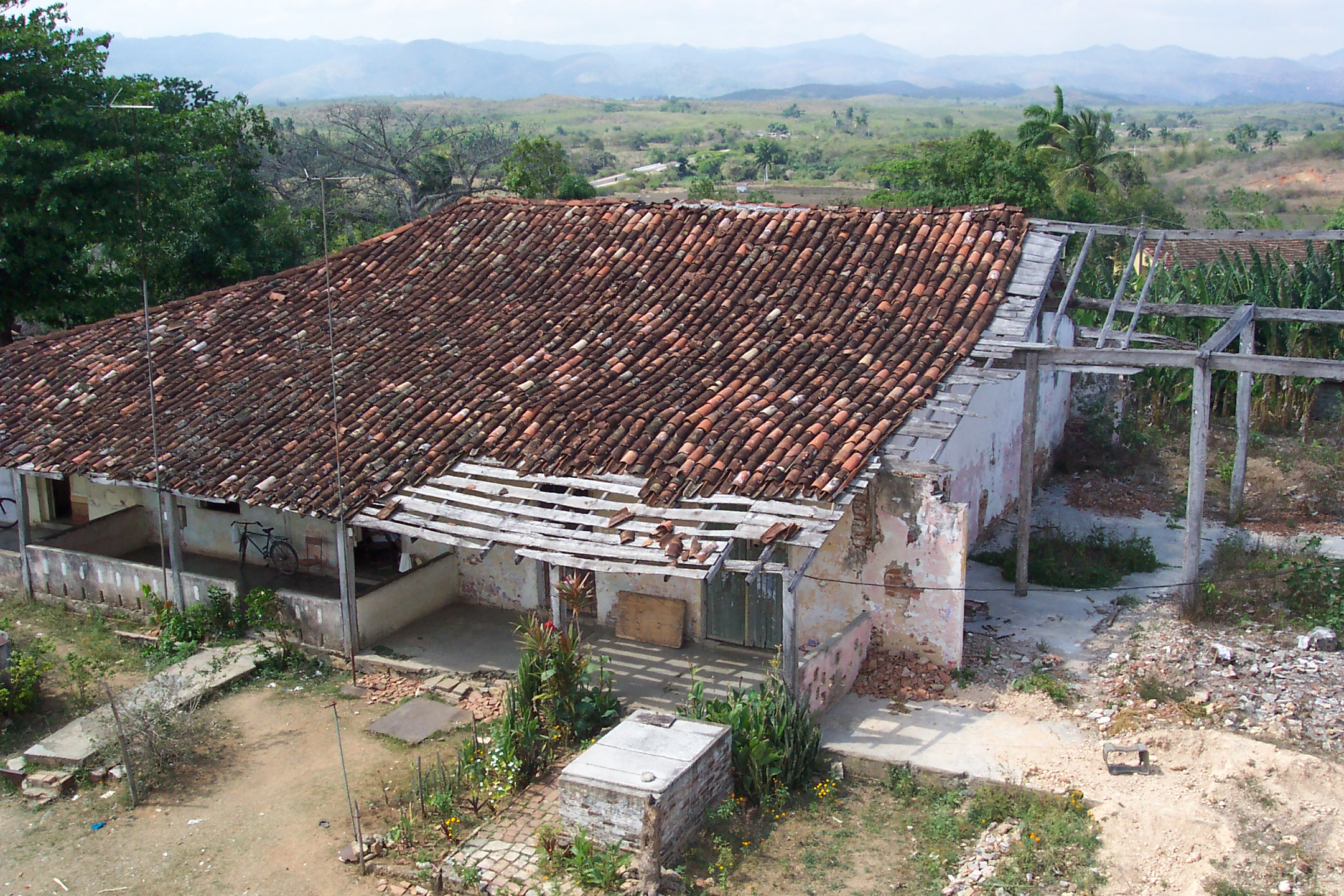
ehem. Sklavenunterkünfte auf dem Landgut Manaca Iznaga
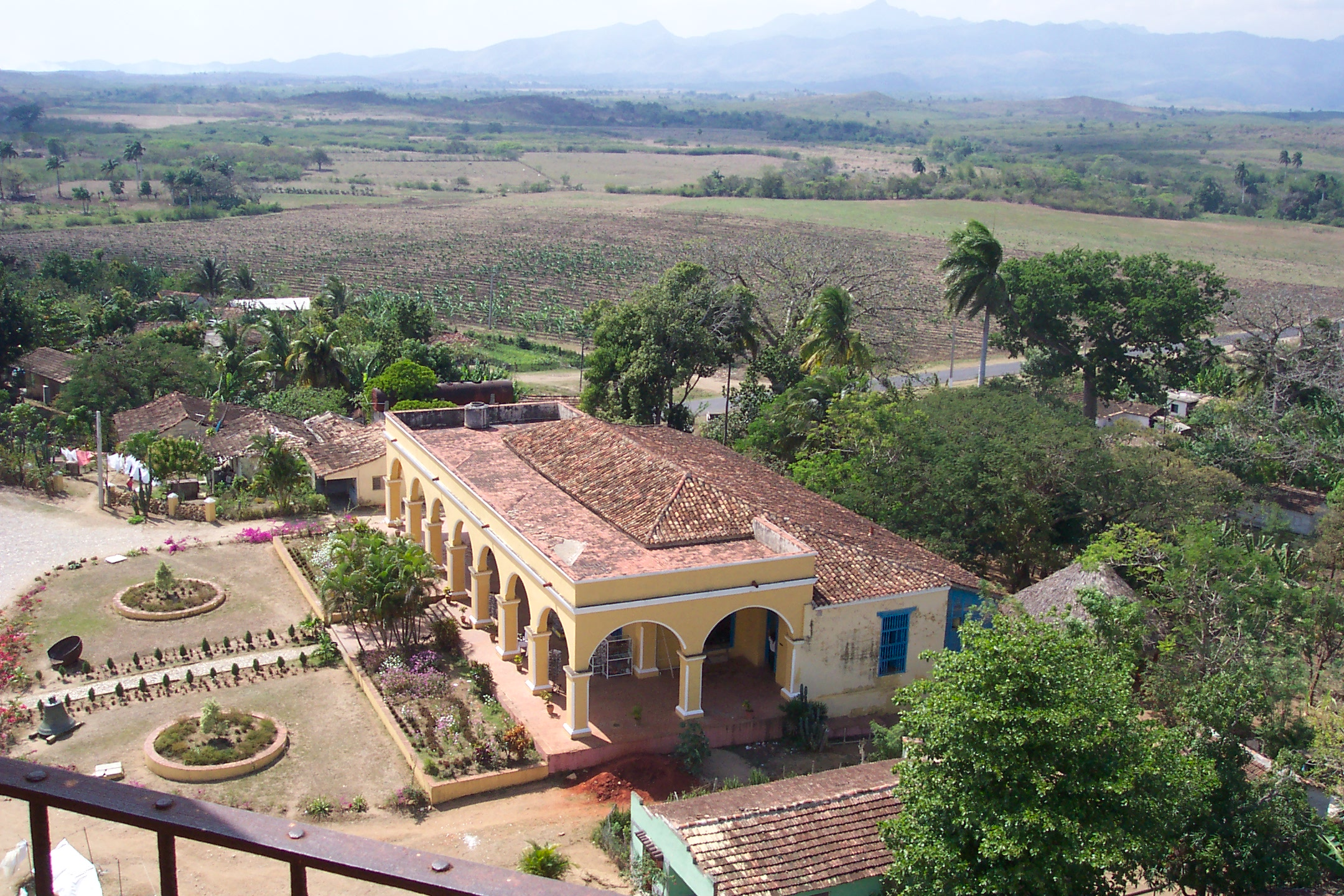
ehem. Herrenhaus des Landguts Manaca Iznaga
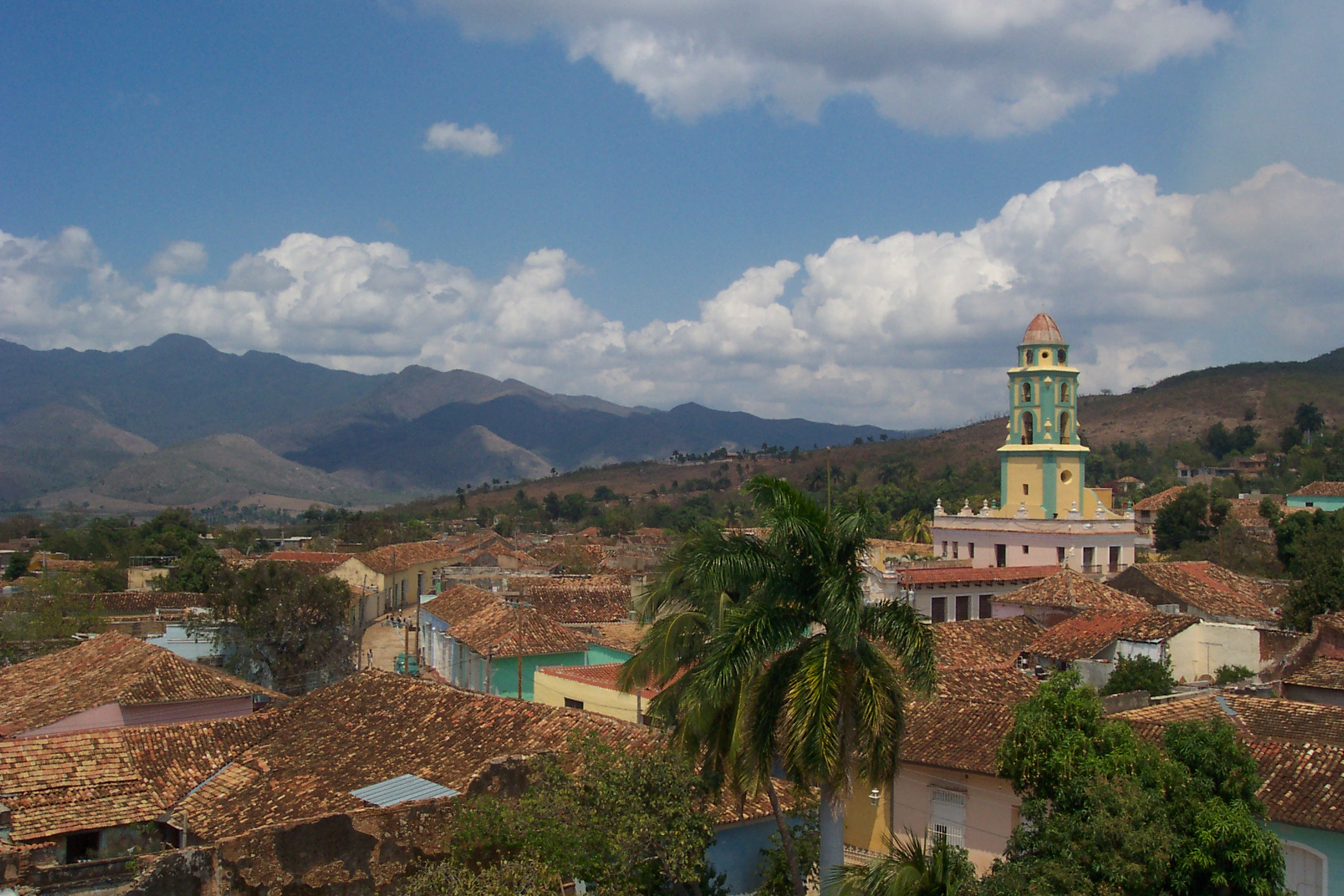
Blick auf das Valle de los Ingenios von Trinidad